# Ardente pazienza
Ardente pazienza (in spagnolo Ardiente Paciencia) è un film del 2022 diretto da Rodrigo Sepúlveda e basato sul romanzo di Antonio Skármeta Il postino di Neruda.

## Trama
Un ragazzo diventa il postino di Pablo Neruda scoprendo poi il desiderio lui stesso di scrivere poesie e corteggiare così la ragazza che ama.

## Distribuzione
Il film è stato distribuito sulla piattaforma Netflix a partire dal 07 dicembre 2022.